# Zwik

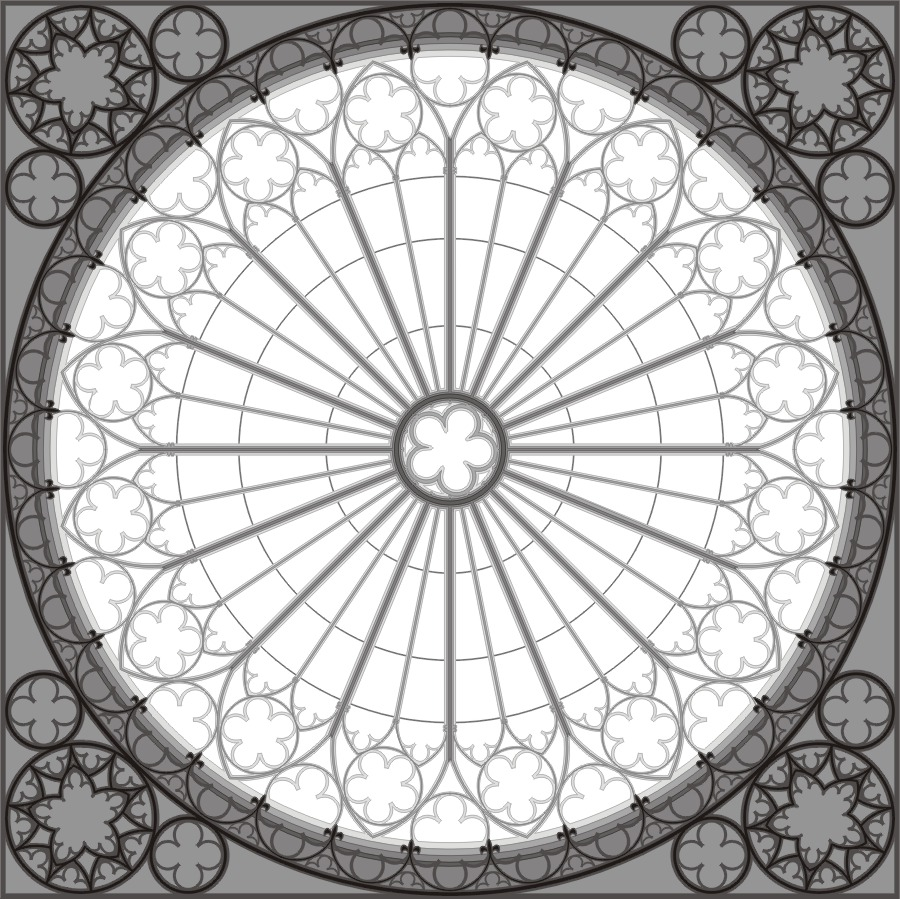
Het roosvenster aan de westzijde van de Kathedraal Notre-Dame te Straatsburg, waarbij de vier zwikken rijkelijk zijn versierd

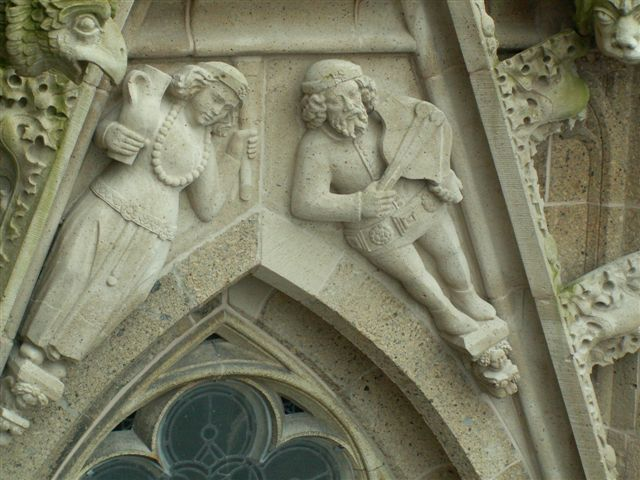
Een reliëf als zwikvulling boven de gotische ramen van de Sint-Janskathedraal in 's-Hertogenbosch

Een zwik is in de architectuur het hoekstuk tussen een cirkel en de rechthoekige omlijsting hiervan. Bij een roosvenster kan de zwik bestaan uit rijkelijk versierd steenwerk, maar ook kunnen de zwikken gedeeltelijk bestaan uit versierd steenwerk en gebrandschilderd glas, zoals bij de Notre-Dame van Parijs.
Ook de hoekstukken boven een gotische spitsboog van een venster en de wimberg die deze omlijst, alsmede die tussen een arcade met zijn rechthoekige omlijsting worden een zwik genoemd.